# Morris Jastrow
Morris Jastrow, född 13 augusti 1861 i Warszawa i Polen, död 22 juni 1921, var en amerikansk religionshistoriker av judisk börd.
Jastrow blev professor i semitiska språk vid Pennsylvania University 1892. Bland Jastrows arbeten märks The religion of Babylonia and Assyria (1898), Babylonian-Assyrian birth-omens (1914) samt An old Babylonian version of the Gilgamesh epic (1920).